# Farhan Zulkifli
Muhammad Farhan Bin Zulkifli (* 10. November 2002 in Singapur) ist ein singapurischer Fußballspieler.

## Karriere

### Verein
Farhan Zulkifli erlernte das Fußballspielen in der National Football Academy sowie in der Jugendmannschaft von Hougang United in Singapur. Hier unterschrieb er 2019 auch seinen ersten Vertrag. Der Verein spielte in der ersten singapurischen Liga, der Singapore Premier League. Sein Erstligadebüt gab er am 29. Juni 2019 im Spiel gegen Home United. In diesem Spiel schoss er auch sein erstes Ligator. In der 57. Minute wurde er für Iqbal Hussain ausgewechselt. Am 19. November 2022 stand er mit Hougang im Finale des Singapore Cup. Das Finale gegen die Tampines Rovers gewann man mit 3:2. Bis zu seiner Einberufung zum Militärdienst im Januar 2023 bestritt er 60 Erstligaspiele für Hougang. Ende Juni 2023 wurde Zulkifli von der Armee für anderthalb Jahre an den Erstligisten Young Lions ausgeliehen. Nach Beendigung des Militärdienstes im November 2024 nahm ihn dann sein alter Verein Hougang United wieder unter Vertrag.

### Nationalmannschaft
Seit 2017 kommt Zulkifli in diversen Jugendauswahlen Singapurs zum Einsatz und erzielte in bisher 21 Partien zwei Treffer. Sein Debüt in der singapurischen A-Nationalmannschaft gab Farhan Zulkifli dann am 3. Januar 2023 in einem Gruppenspiel der Südostasienmeisterschaft 2022 gegen Malaysia. Bei der 4:1-Niederlage wurde er in der 71. Minute für Christopher van Huizen eingewechselt. Der zweite und bisher letzte Einsatz folgte dann am 11. Juni 2024 beim WM-Qualifikationsspiel in Thailand (1:3), hier wurde er in der 89. Minute für Faris Ramli eingewechselt.

## Erfolge
Hougang United
- Singapore Cupsieger: 2022